# St. Leonhard in Passeier
St. Leonhard in Passeier (italienisch San Leonardo in Passiria) ist eine italienische Marktgemeinde in Passeier in Südtirol mit 3647 Einwohnern (Stand 31. Dezember 2023). Das Ortszentrum liegt auf einer Höhe von 689 m s.l.m.

## Geografie

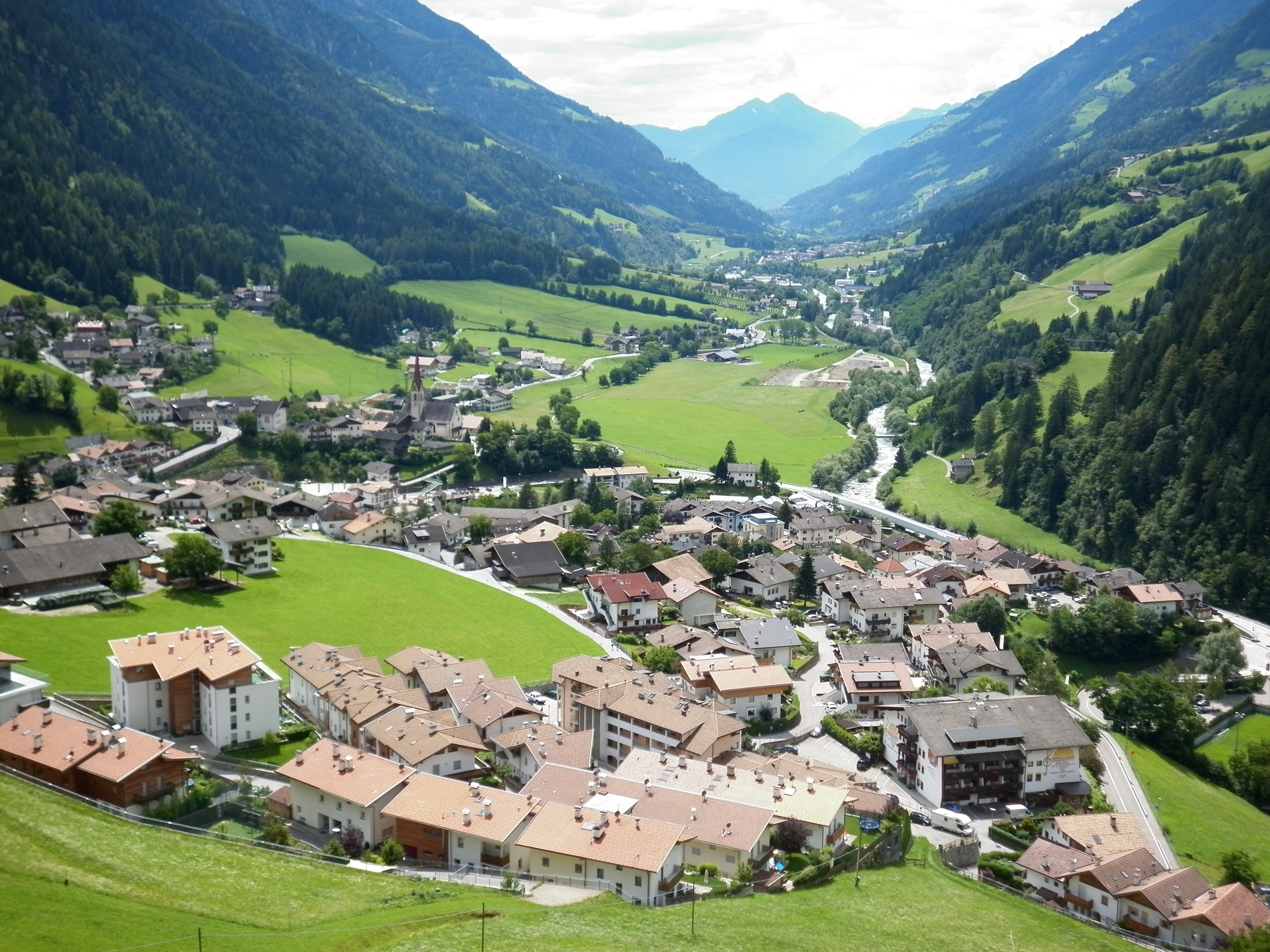
St. Leonhard im Passeiertal, Blick Richtung Meran

St. Leonhard liegt zentral im Passeiertal an der Stelle, wo der bis dahin grob in Nord-Süd-Richtung strebende Talverlauf einen Knick nach Nordwesten macht. Das Gemeindegebiet erstreckt sich über rund 15 km Länge nahezu ausschließlich auf der orographisch linken, somit östlichen und nördlichen Seite der Passer, in der weitestgehend die Grenze zur Nachbargemeinde St. Martin verläuft. Der Hauptort St. Leonhard befindet sich am Talboden an der Passer auf etwa 690 m Höhe am Ausgang des von Osten einmündenden Waltentals. An den Talhängen nördlich und nordwestlich vom Hauptort liegen die Weiler Glaiten (1250 m), Gomion (750 m) und Schlattach (1150 m). Im Süden des Gemeindegebiets verteilen sich Mörre (750 m), Prantach (950 m), Schweinsteg (700 m) und Windegg (650 m), die allesamt dem Ortszentrum der Nachbargemeinde St. Martin auf der anderen Flussseite deutlich näher sind als dem Hauptort der eigenen Gemeinde. Die Fraktion Walten (1300 m) befindet sich im Waltental an der Straße zum Jaufenpass (2094 m), der Richtung Nordosten einen Übergang ins Ratschingstal vermittelt.
Die Berge nordseitig von Passeier werden zu den Stubaier Alpen gezählt, östlich hingegen zu den Sarntaler Alpen. Die beiden Gebirgsgruppen berühren sich am Jaufenpass an der nordöstlichen Grenze des Gemeindegebiets. Der zur Gemeinde St. Leonhard rechnende Anteil der Stubaier Alpen zwischen dem Jaufenpass und der Hohen Kreuzspitze (2743 m) baut sich unmittelbar nördlich über dem Hauptort St. Leonhard auf und beherrscht die Talansicht von Süden aus dem Meraner Raum; die auch als Jaufenkamm bezeichnete Kette trägt östlich der Hohen Kreuzspitze nur noch wenig markante Gipfelpunkte wie das Glaitner Hochjoch (2389 m) und den Saxner (2358 m). Im von Passeier aus durch kleine Seitentäler gegliederten Gebiet der Sarntaler Alpen gehören die Jaufenspitze (2481 m), die Ötschspitze (2592 m), die Hochwart (2747 m) und die Alplerspitze (2748 m) zu den bekannteren Gipfeln.

## Geschichte

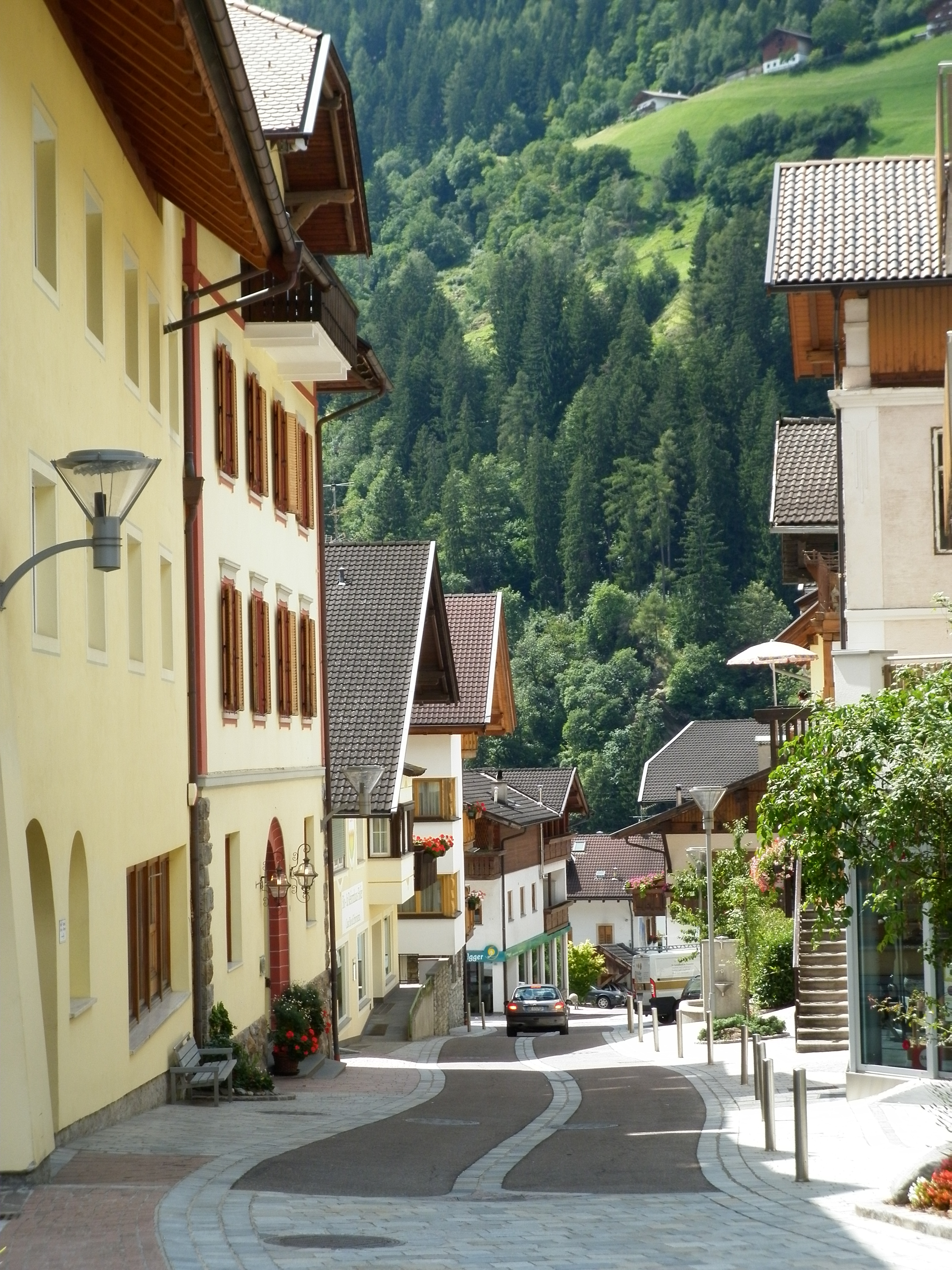
Kohlstatt

St. Leonhard entstand aus einer Pfarrei, die Bischof Gebhard von Trient 1116 weihte und die König Friedrich II. 1219 dem Deutschen Orden schenkte. Sie reichte ursprünglich vom Timmelsjoch bis zum heutigen Schenna. Die Deutschordensritter bauten an der Kirche ein Pilgerhospiz; die Dorfgemeinde entwickelte sich um diese Keimzelle.
Der Schutzpatron Leonhard von Limoges ist der Patron der Bauern und Knechte, Tagelöhner und Fuhrleute, Schmiede, Schlosser und Händler – Berufsstände, die diese Gegend bis ins 19. Jahrhundert dominierten. Gamssteige wurden zu Schmugglerwegen im Handel zwischen Österreich und Italien. Auch der berühmteste Sohn des Ortes, der Tiroler Freiheitskämpfer Andreas Hofer vom Sandwirt, war Viehhändler; hier wurden die Pferde gewechselt beim Transport von Handelswaren aller Art über die Grenzen.
1928 wurde die Gemeinde St. Leonhard durch die Angliederung von St. Martin erheblich vergrößert, das aber 1953 wieder als eigenständige Gemeinde St. Martin in Passeier konstituiert wurde.
Seit dem 20. Jahrhundert zog der Tourismus als neuer Wirtschaftszweig in St. Leonhard ein. Durch die zentrale Lage in Passeier hat sich der Ort nicht nur zum verwaltungstechnischen Zentrum des Tales, sondern auch zum Zentrum des Fremdenverkehrs entwickelt. Um den historischen Ortskern sind zahlreiche Hotels mittlerer Größe und Familienpensionen entstanden. Eine bedeutende Rolle spielen Durchgangs-Rucksacktouristen, die den Ort beispielsweise auf dem Europäischen Fernwanderweg E5 durchqueren oder ihn als Einstiegsbasis zum Meraner Höhenweg nutzen. Durch den Bau einer Umgehungsstraße für den Durchgangsverkehr zum Jaufenpass und zum Timmelsjoch ist die infrastrukturelle Situation und Lebensqualität des Ortskerns in St. Leonhard im 21. Jahrhundert verbessert worden.

## Politik

### Bürgermeister
Faschistische Amtsbürgermeister (podestà) und kommissarische Bürgermeister 1927–1952:
- Umberto Mattiussi: 1927–1934
- Giovanni Galletti: 1934–1935
- Diego Vesi: 1935
- Sebastiano Renda: 1935–1936
- Ennio Albieri: 1936
- Silvio Battistella: 1936–1938
- Matthias Raffl sen.: 1938–1945
- Eduard Delucca: 1945–1952

Gewählte Bürgermeister seit 1952:
- Johann Delucca: 1952–1960
- Josef Tschöll: 1960–1974
- Matthias Raffl jun.: 1974–1990
- Konrad Pfitscher: 1990–2010
- Oswald Tschöll: 2010–2014
- Konrad Pfitscher: 2014–2020
- Robert Tschöll: seit 2020

### Wappen
Beschreibung: Im schwarzen Wappenschild eine eingebogene goldene Spitze.

## Bevölkerung
St. Leonhard in Passeier ist gemäß den erhobenen Sprachgruppenzugehörigkeitserklärungen bzw. Sprachgruppenzuordnungserklärungen eine weitgehend deutschsprachige Gemeinde. Als Berechnungsgrundlage der folgenden Prozentwerte wurden die gültigen Erklärungen von Personen mit italienischer Staatsbürgerschaft herangezogen.
| Sprache     | 1981    | 1991    | 2001    | 2011    | 2024    |
| ----------- | ------- | ------- | ------- | ------- | ------- |
| Deutsch     | 98,76 % | 98,38 % | 98,30 % | 98,83 % | 98,99 % |
| Italienisch | 1,21 %  | 1,43 %  | 1,61 %  | 1,05 %  | 0,69 %  |
| Ladinisch   | 0,03 %  | 0,18 %  | 0,09 %  | 0,12 %  | 0,33 %  |

## Verkehr
Für den Kraftverkehr ist St. Leonhard in erster Linie durch die SS 44 erschlossen, die von Süden von Meran kommend bei St. Leonhard ins Waltental abbiegt und über den Jaufenpass Richtung Wipptal führt. In St. Leonhard zweigt zudem die SS 44 bis zum Timmelsjoch und somit Richtung österreichisches Ötztal ab. Die Routen über den Jaufenpass und vor allem über das Timmelsjoch sind allerdings jedes Jahr aufgrund der Schneelage und der Lawinengefahr viele Monate lang gesperrt. Für den Radverkehr besteht die von Meran nach St. Leonhard führende Radroute 4 „Passeiertal“.

## Bildung
In der Gemeinde gibt es Bildungseinrichtungen für die deutsche Sprachgruppe. Zu diesen zählen zwei Grundschulen (im Hauptort St. Leonhard und in Walten) sowie eine Mittelschule im Hauptort.

## Sehenswürdigkeiten

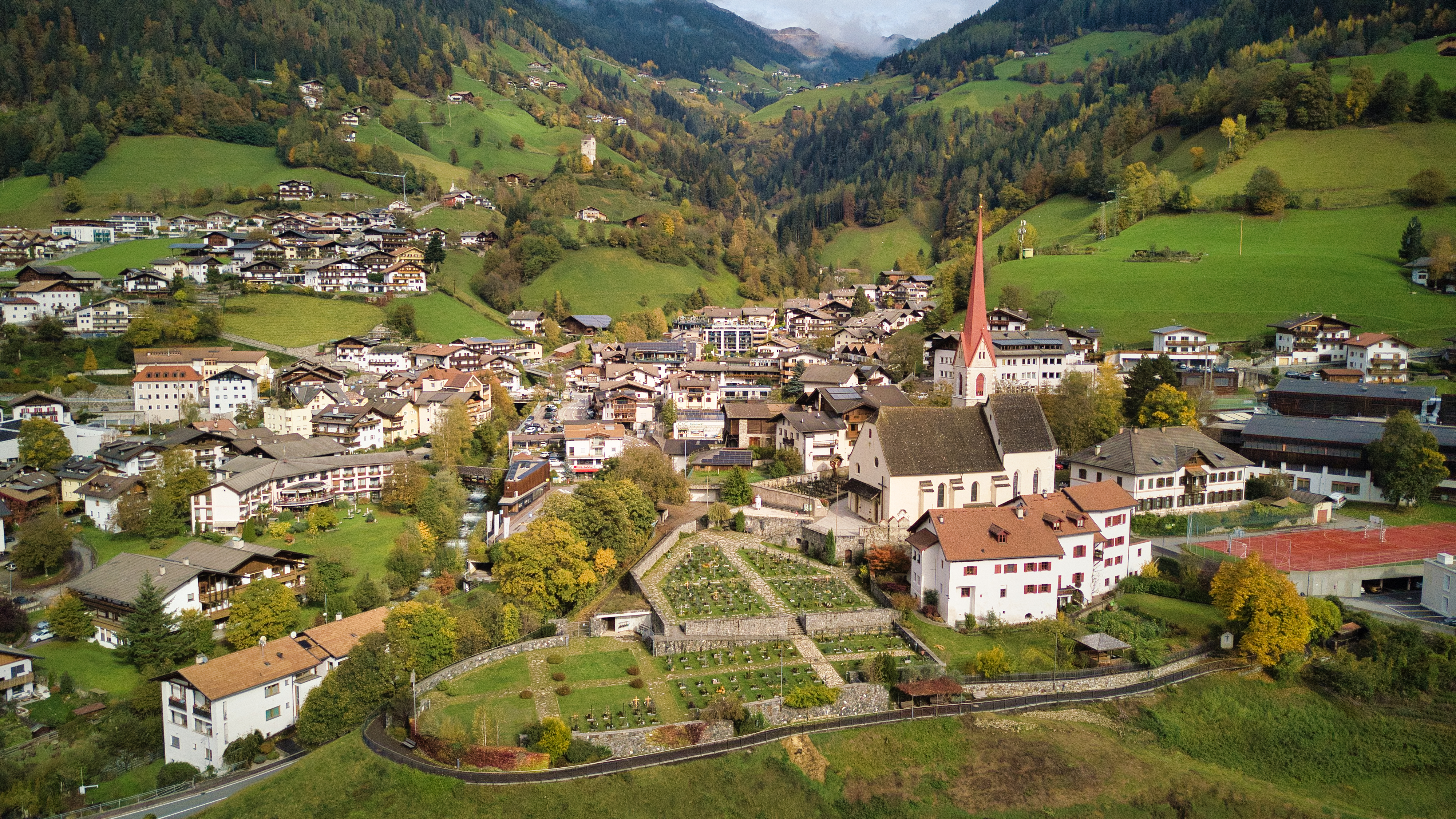
Kirche St. Leonhard

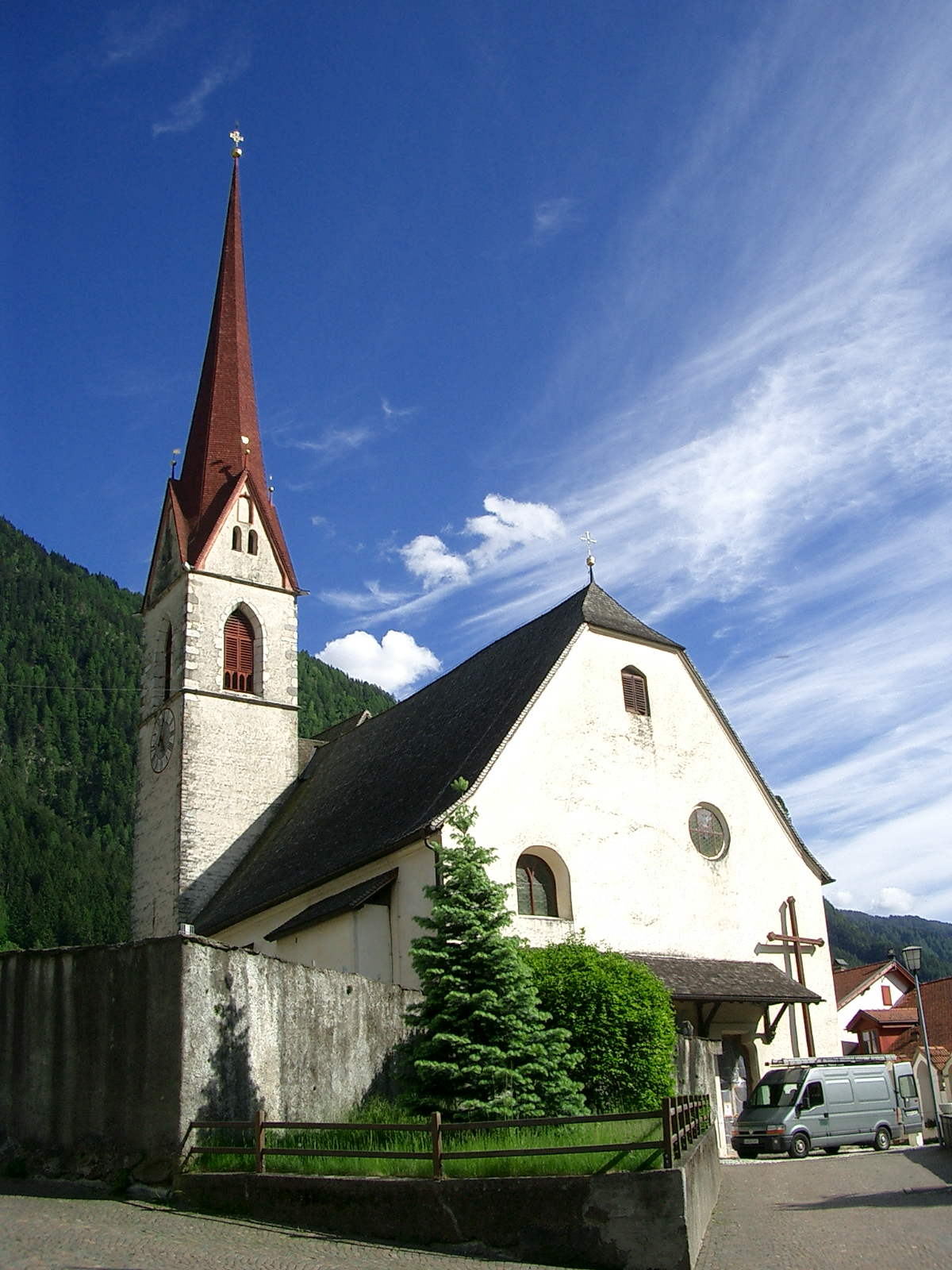
Pfarrkirche St. Leonhard

### Sehenswürdigkeiten im Hauptort
- Von der ursprünglichen romanischen Pfarrkirche St. Leonhard steht nur noch der untere Teil des Turms. An seiner Ostseite ist noch Bauplastik aus dieser Zeit (ein Dämonenkopf) zu erkennen. Der heutige Bau ist gotisch mit zweischiffigem Langhaus, Spitzbogenfenstern, Kreuzgewölben und polygonalem Chor. Im 18. Jahrhundert wurde das Innere barockisiert. Ein spätgotischer Flügelaltar von Hans Klocker, das kunsthistorisch wertvollste Ausstattungsstück, wurde entfernt, seine Skulpturen verstreut und durch Werke der Passeirer Malerschule der Nachbargemeinde St. Martin und ihrer Zeitgenossen aus anderen Gebieten Tirols ersetzt. Hochaltar und Kanzel stammen aus dem 19. Jahrhundert. Erhalten aus der gotischen Zeit sind die floralen Gewölbedekorationen im Chor (1583) sowie ein Taufstein (datiert 1545) mit Passeirer Wappen.

- Die St.-Georgs-Kapelle auf dem Friedhof ist ein gotischer Bau mit Dachreiter. Die Ausstattung stammt aus dem 20. Jahrhundert.

### Sehenswürdigkeiten außerhalb des Hauptortes

#### Geburtshaus von Andreas Hofer

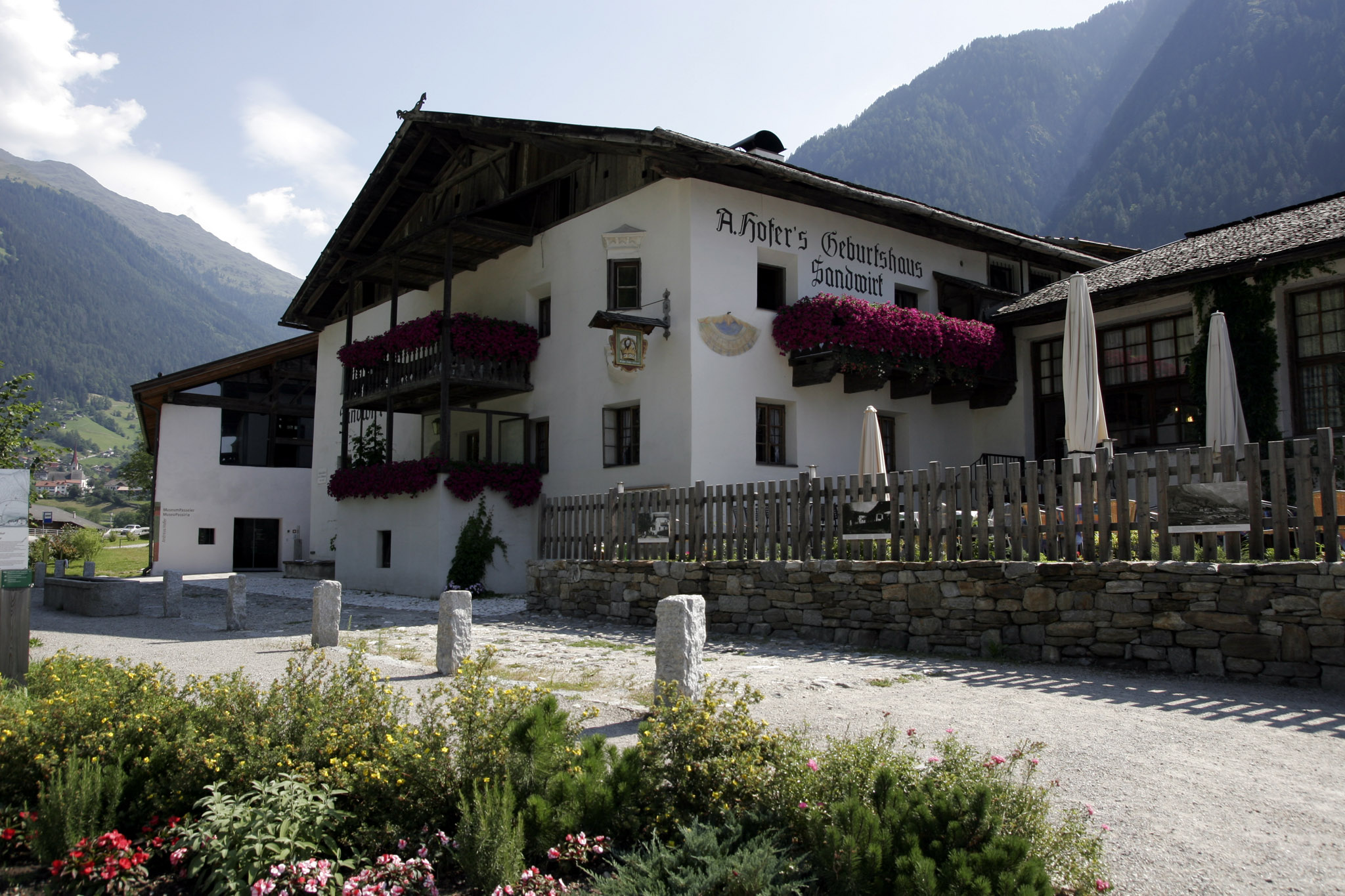
Gasthaus Sandwirt

Außerhalb des Ortskernes von St. Leonhard an der SS 44 in Richtung St. Martin befindet sich das Gasthaus Sandwirt, das Geburtshaus von Andreas Hofer. Dazu gehören auch die beiden sogenannten Kapellen am Sand:
- zum einen eine frühbarocke Nachbildung des Heiligen Grabes von Jerusalem, die der Großvater von Andreas Hofer, der ins Heilige Land gepilgert war, 1698 hatte errichten lassen, siehe Heilig-Grab-Kapelle in Sand,
- zum anderen die Hofer-Gedächtniskapelle, eine Gedenkkapelle von 1883/84, ein neoromanischer Kreuzkuppelbau aus Granit mit Historiengemälden von Edmund von Wörndle, Szenen aus dem Leben Andreas Hofers darstellend[5][6]

Im Jahre 2002 wurde in den Stallungen des Sandhofes der Gedenkraum zu Ehren Andreas Hofers zu einem modernen Museum ausgebaut. Im Zuge der Um- und Ausbauarbeiten wurde das Heimatmuseum integriert, welches bis dahin in St. Martin in Passeier zu finden war, und zusätzlich ein großer Freilichtbereich angelegt. Dieser zeigt einen typischen Passeirer Haufenhof. Die Gebäude, die sich dort befinden, sind zwischen dem 15. Jahrhundert und 1920 entstandene Originalbauten, die teilweise an ihrem ursprünglichen Standort bis vor einer Generation bewohnt waren. Das Museum tritt seit dieser Zeit unter dem Namen MuseumPasseier auf.
Im Jahre 2008 wurde der Andreas-Hofer-Bereich des Museums abermals umgebaut. Dadurch wurde für das Gedenkjahr 200 Jahre Tiroler Freiheitskampf Platz für alle neuen Erkenntnisse um die Person des Sandwirtes geschaffen.

#### Jaufenburg und Heiligkreuzkapelle
Im Turm der mittelalterlichen Jaufenburg oberhalb des Ortes ist eine Außenstelle des MuseumPasseier eingerichtet. Die unterhalb der Burg liegende spätgotische Kapelle (1531) enthält Fresken aus der Entstehungszeit und ein Ölbild mit der Darstellung des Jüngsten Gerichts von Benedikt Auer (1816), einem Vertreter der Passeirer Malerschule. Die Kapelle beherbergte früher auch eine spätgotische Kreuzigungsgruppe von Hans Leininger (1525) sowie weitere Skulpturen, die ins Diözesanmuseum Brixen verbracht wurden.

#### Kapelle St. Hippolyt auf Glaiten

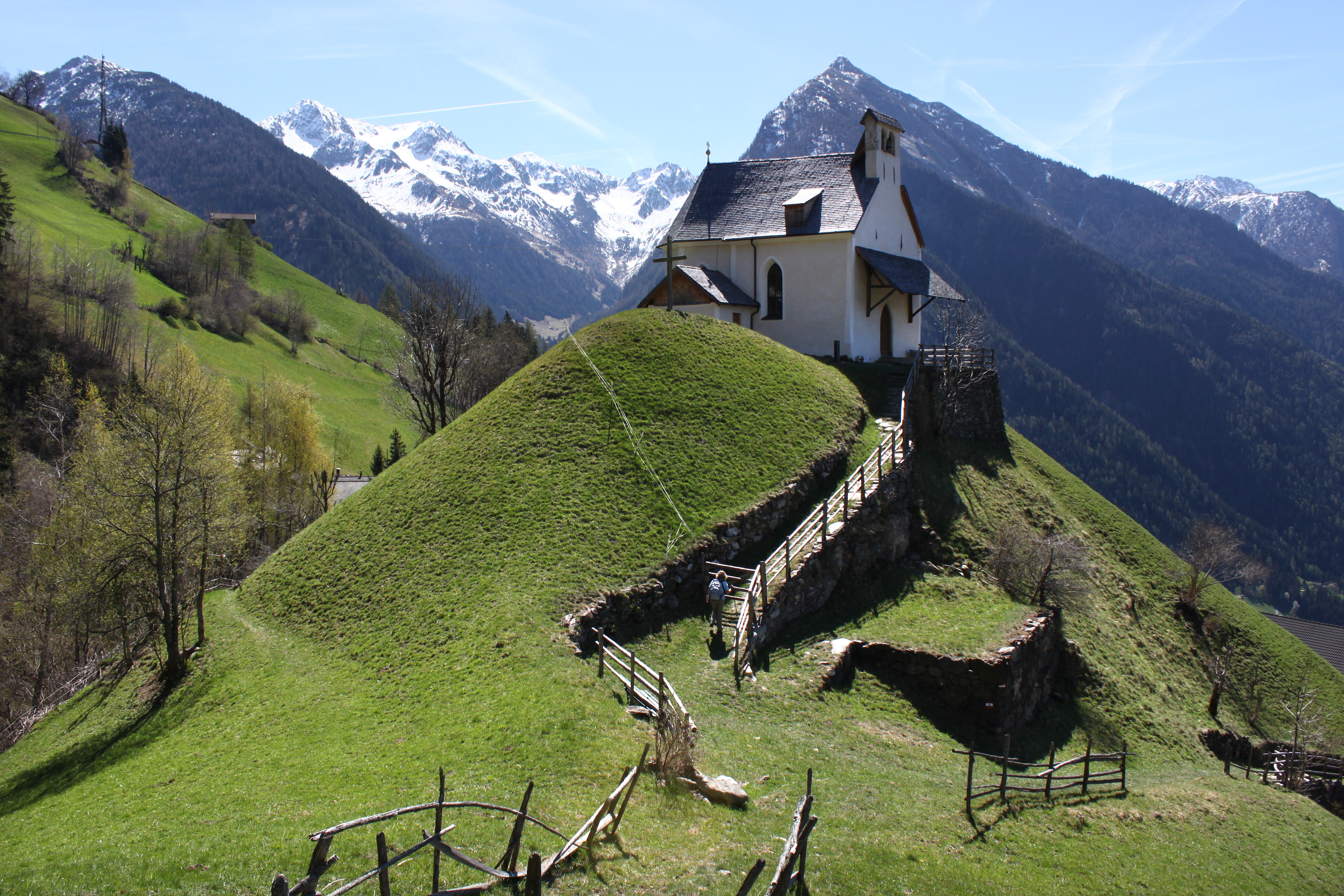
Die Kapelle St. Hippolyt in Glaiten Passeiertal

Die Kapelle St. Hippolyt spätromanischen Ursprungs (Ersterwähnung 1380) liegt in der Fraktion Glaiten auf etwa 1000 Meter Seehöhe. Sie ist vom Ortskern aus sichtbar. Erreichbar ist die Kapelle nur zu Fuß. Allerdings kann bis auf einen Kilometer über die Jaufenpassstraße herangefahren werden. Von St. Hippolyt aus kann man das ganze Passeiertal bis nach Meran überblicken.
Die Kapelle enthält Fresken mit Szenen aus dem Leben des Heiligen aus der Entstehungszeit, die ikonographisch Seltenheitswert besitzen, weil sie sich nicht auf den Bischof Hippolyt, sondern den legendären römischen Kerkermeister gleichen Namens beziehen. Weitere Freskenfragmente stellen das Jüngste Gericht und eine Marienkrönung dar.
Ein Ölbild, datiert 1616 oder 1646, wird Christoph Dax aus Innsbruck zugeschrieben; sein Thema ist die Marter des Hl. Hippolyt, von einem Pferd zu Tode geschleift.

#### Schildhof und Kirche in Gomion

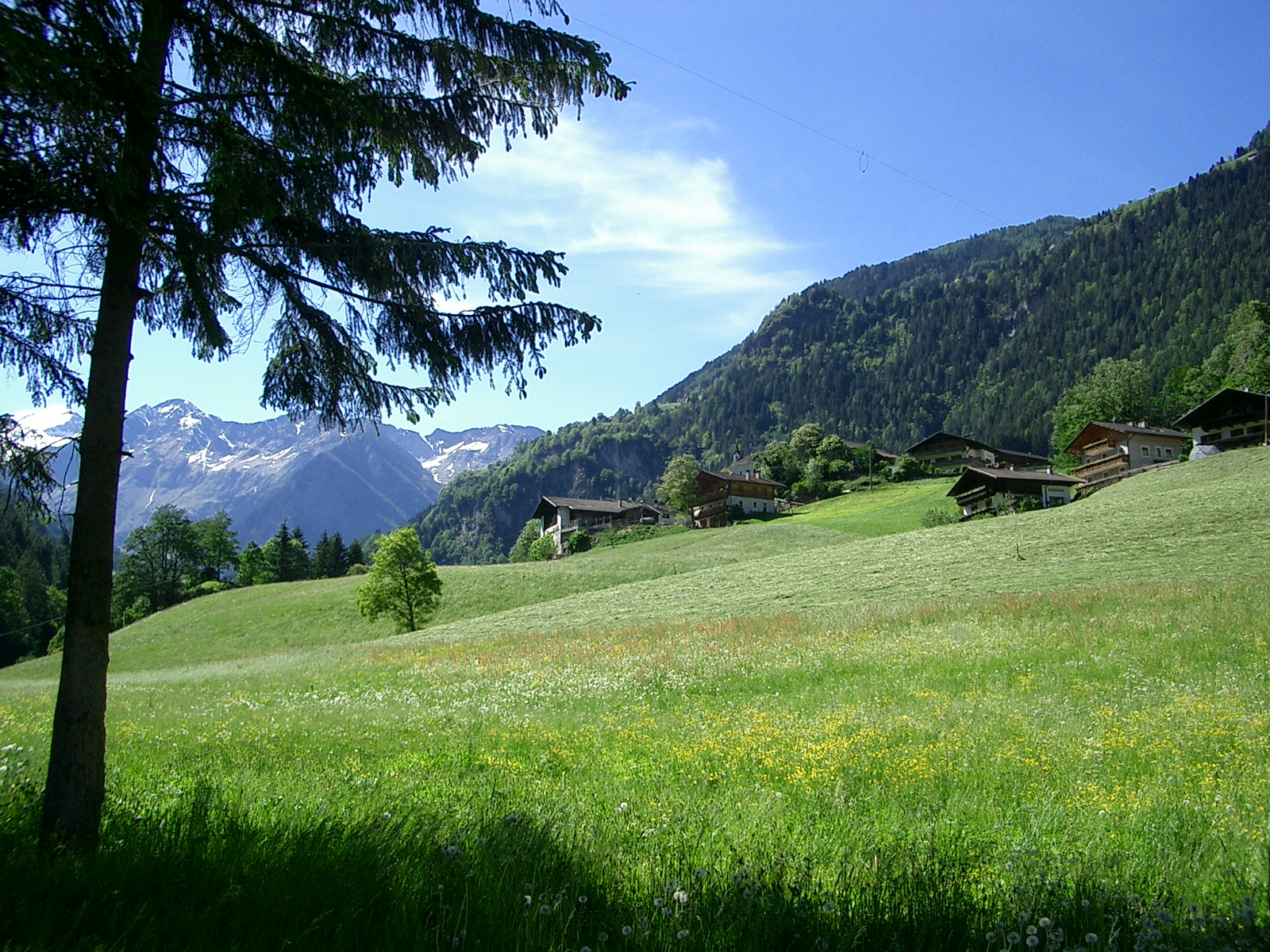
Gomion

In der Fraktion Gomion steht einer der 11 in Passeier erhaltenen Schildhöfe. Mit diesem wurde 1478 nach dem Erlöschen der Camianer Georg von Annenberg belehnt.
Gegenüber dem Schildhof befindet sich die einschiffige Kirche Maria Lourdes (1891) mit holzgeschnitzter Madonna aus St. Ulrich in Gröden.

#### Wallfahrtskapelle in der Mörre
In der Fraktion Mörre liegt die 1848 erbaute Kapelle exponiert in ca. 700 m Höhe über dem Passeiertal. Sie enthält barocke Skulpturen und ein Votivbild der Passeirer Malerschule.

## Persönlichkeiten
St. Leonhard ist der Geburtsort Andreas Hofers und Ursprungsort der Familie Hofer von Passeyr. Des Weiteren wurde der Nordpolfahrer Johann Haller am 30. Juni 1844 in St. Leonhard in Passeier geboren, ebenso wie der Gämsenjäger Josef Pichler (genannt Pseirer Josele), dem im Jahr 1804 im Auftrag des Erzherzogs Johann von Österreich die Erstbesteigung des Ortlers gelang sowie die Bildhauerin, Keramikerin und Radiererin Maria Delago (1902–1979).